# Burmeistera huacamayensis
Burmeistera huacamayensis är en klockväxtart som beskrevs av Jeppesen. Burmeistera huacamayensis ingår i släktet Burmeistera och familjen klockväxter. IUCN kategoriserar arten globalt som starkt hotad. Inga underarter finns listade i Catalogue of Life.